# United Parcel Service
Der United Parcel Service of America, Inc. (UPS) ist ein global tätiger US-amerikanischer Kurier-Express-Paket-Dienst.

## Geschichte

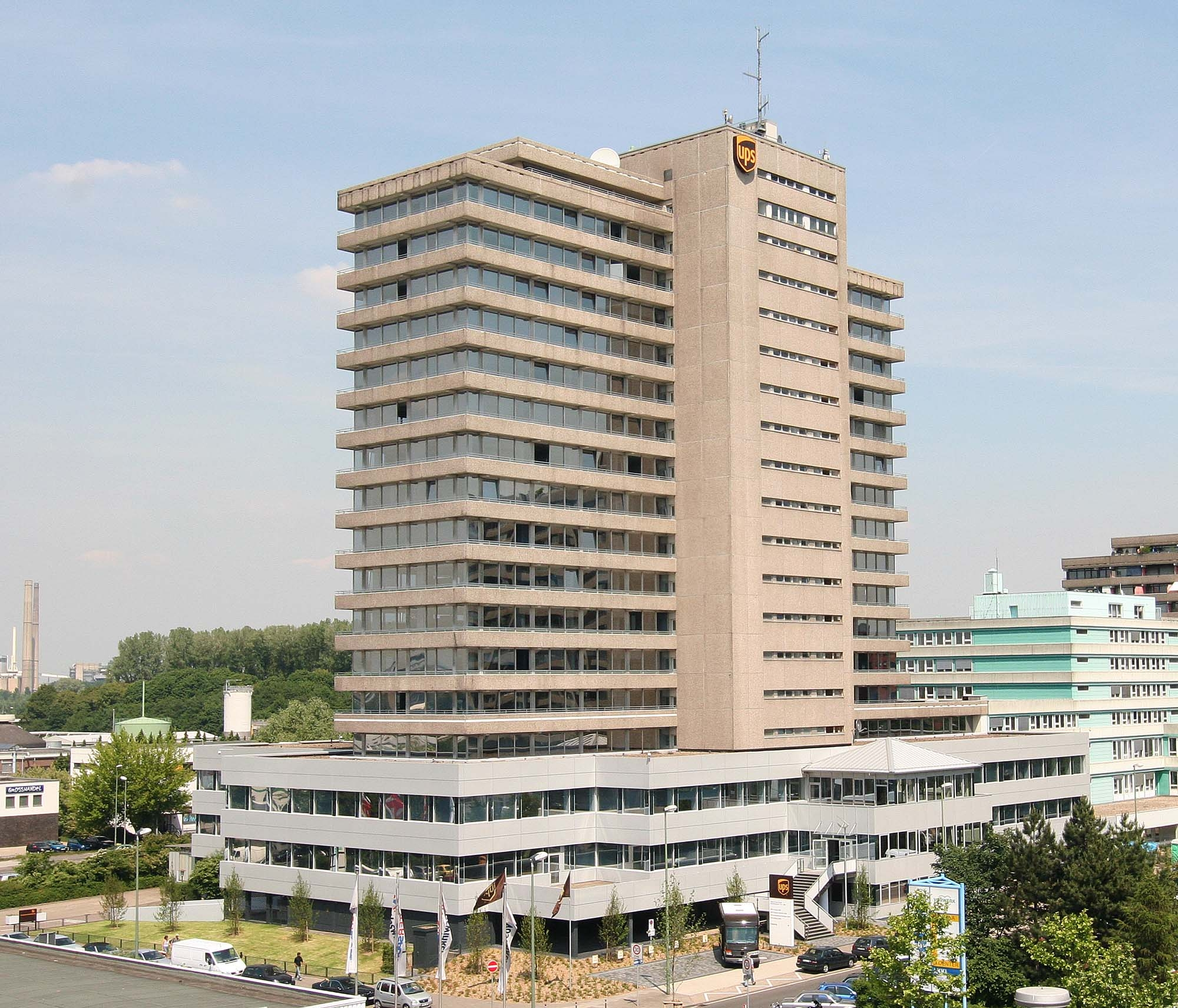
Deutscher UPS-Verwaltungssitz in Neuss

Das Unternehmen wurde am 28. August 1907 in Seattle als American Messenger Company von James E. Casey gegründet und 1919 in United Parcel Service umbenannt. 
Am 16. August 1976 eröffnete es gegenüber dem heutigen Rheinparkcenter in Neuss die erste Niederlassung außerhalb der USA. Dadurch wurde es zum direkten Konkurrenten der damaligen Deutschen Bundespost, der Transportkonzerne Kühne + Nagel und Dachser sowie Schenker & Co., einer Großspedition der damaligen Deutschen Bundesbahn. Erster Geschäftsführer von UPS in Deutschland war Detthold Aden. Derzeitiger Geschäftsführer von UPS Deutschland, Österreich und der Schweiz ist Burak Kılıç. Am 15. September 1986 wurde am Flughafen Köln/Bonn das europäische Luftdrehkreuz gegründet.
In den USA waren 1976 rund 80.000 sogenannte Parcel Men bei UPS beschäftigt und lieferten täglich rund drei Millionen Pakete aus. Der Umsatz betrug 1,6 Milliarden US-Dollar. Seit dem 10. November 1999 werden Aktien des Unternehmens öffentlich an der New Yorker Wertpapierbörse gehandelt. Der Jahresumsatz betrug im ersten Jahr des Börsengangs rund 27,05 Milliarden US-Dollar. Seit 2003 verwendet das Unternehmen sein neues Schildlogo mit der Kurzform UPS als (Kern-)Marke. Die Langform „United Parcel Service“ wird daneben weiterhin als Marke und Firmenname benutzt.
2001 scheiterte UPS in letzter Instanz vor dem Kammergericht Berlin mit dem Versuch, dem Stuttgarter Verbraucherschutzverein Aktion Bildungsinformation zu verbieten, das Unternehmen in Zusammenhang mit Scientology zu bringen. Der Verein hatte zuvor öffentlich berichtet, Scientology benutze die Zusammenarbeit mit UPS, um seinen Einfluss auf die Wirtschaft zu verstärken. Das Gericht erlaubte es dem Verein ebenfalls, weiterhin die Managementtechniken bei UPS in die Nähe von Scientology-Methoden zu rücken sowie die Aussage zu verbreiten, dass UPS gezielt Geld an Scientology-freundliche Politiker in den USA gespendet habe.
Im Jahr 2015 übernahm UPS für 1,8 Mrd. Dollar den in Chicago beheimateten Lkw-Frachtmakler Coyote Logistics, den man schon in den Jahren zuvor in Saisonspitzenzeiten als Subunternehmen beauftragt hatte, nachdem UPS wegen Lieferverzögerungen im Weihnachtsgeschäft hart kritisiert worden war; Coyote wurde 2006 gegründet, kooperiert mit 35.000 Speditionen und erzielte 2014 einen Umsatz von 2,1 Mrd. Dollar.

## Unternehmen

### Konzernstruktur
Heute gehört das Unternehmen zu den größten Logistikunternehmen der Welt. Der deutsche Ableger des Unternehmens firmiert unter der United Parcel Service Deutschland S.à r. l. & Co. OHG.
UPS erzielte im Geschäftsjahr 2019 weltweit einen Umsatz von 74 Milliarden US-Dollar und beschäftigte weltweit 495.000 Mitarbeiter.
Unternehmenssitz von United Parcel Service ist Atlanta; die Europa-Zentrale hat ihren Sitz in Brüssel. In Deutschland ist das operative Geschäft von der strategischen Führung getrennt. Daher befindet sich der deutsche Verwaltungssitz der United Parcel Service Deutschland S.à.r.l. & Co. OHG in Neuss. Die geschäftsführende Gesellschaft und die Strategieabteilung wurden 2016 von Neuss nach Monheim am Rhein verlagert.

### Tochtergesellschaften

#### UPS SCS GmbH & Co. OHG
Die UPS SCS hat ihren Firmensitz in Schwaig am Flughafen München. Sie unterhält ebenfalls Niederlassungen an allen entscheidenden Logistikknotenpunkten der Welt. Sie ist für die Logistik in der Unternehmensfamilie verantwortlich. Im Mittelpunkt des Leistungsportfolios steht vor allem der Palettentransport.
Nach Umstrukturierungen der Unternehmensstruktur im Jahre 2009/2010 agiert UPS-SCS vor allem in den Segmenten Luft- und Seefracht sowie Kontraktlogistik; Hierbei wird unter anderem auf die bestehende Infrastruktur von UPS zurückgegriffen.
UPS-SCS ergänzt somit die Kurier-, Paket- und Expressdienstleistungen (KEP) der Muttergesellschaft mit Dienstleistungen wie Im- und Exportabwicklung sowie Value Added Services.

#### UPS Transport
Diese Tochtergesellschaft agiert im Hintergrund und transportiert per Feeder und Wechselbrücken vorrangig in der Nacht die Pakete, welche am Tage von den kleinen Paketwagen eingesammelt wurden. Per Feeder werden in den frühen Morgenstunden deutschlandweit alle Paketwagen mit den auszuliefernden Paketen eines jeweiligen Tages versorgt. Darüber hinaus übernimmt der Pick-up-Bereich (Abholung bei Großkunden) innerhalb der UPS Transport eine immer größer werdende Bedeutung im Hause UPS.

#### UPS Automotive
UPS Automotive ist wie UPS Transport eine Tochtergesellschaft, die im Hintergrund agiert. Ohne sie wäre UPS ebenfalls nicht betriebsbereit, denn sie übernimmt die Instandhaltung des Fuhrparks. In fast jedem Center befindet sich eine Werkstatt der Gesellschaft.

#### UPS Airlines
Die Tochtergesellschaft UPS Airlines ist eine Frachtfluggesellschaft, die für den gesamten Lufttransport der United Parcel Service zuständig ist. UPS Airlines betreibt eine der größten Luftfrachtflotten weltweit und hat derzeit eine Flotte von 276 Flugzeugen (Stand: Januar 2021).

#### Mail Boxes Etc. (MBE) bis Mai 2009
MBE ist eine Gesellschaft, die autonom gegründet und im Laufe der Zeit von UPS übernommen wurde. Inzwischen wurden alle Anteile an die italienische Fineffe Group veräußert. MBE ist weiterhin ein Kooperationspartner von UPS und bietet dabei verschiedene Dienstleistungen an wie beispielsweise Outsourcing, Versandservice, Verpackungsservice, Grafik- und Druckservice, Mailingservice oder auch Postfachdienste.

## Fuhrpark

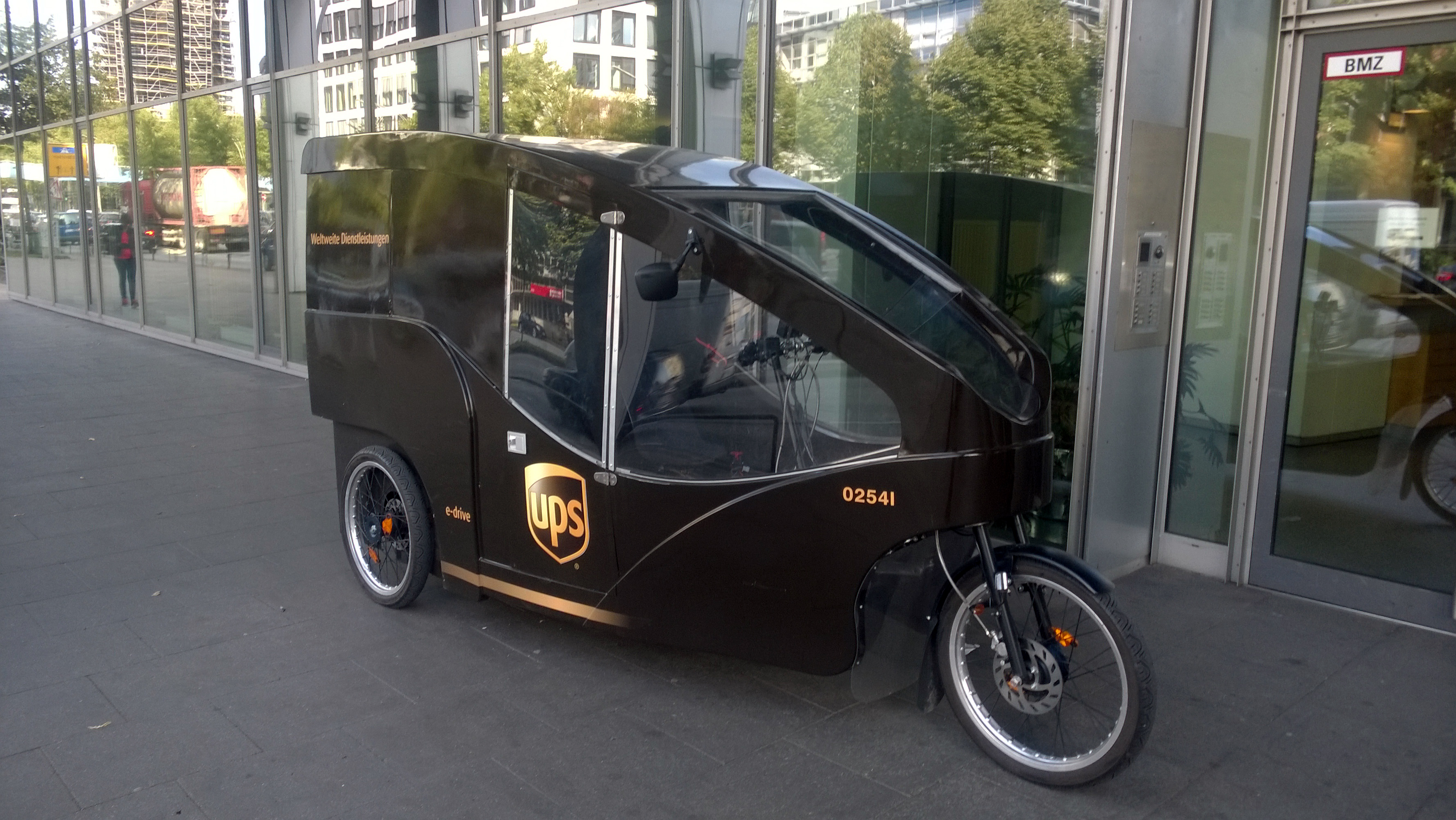
UPS-Lastenfahrrad in Hamburg
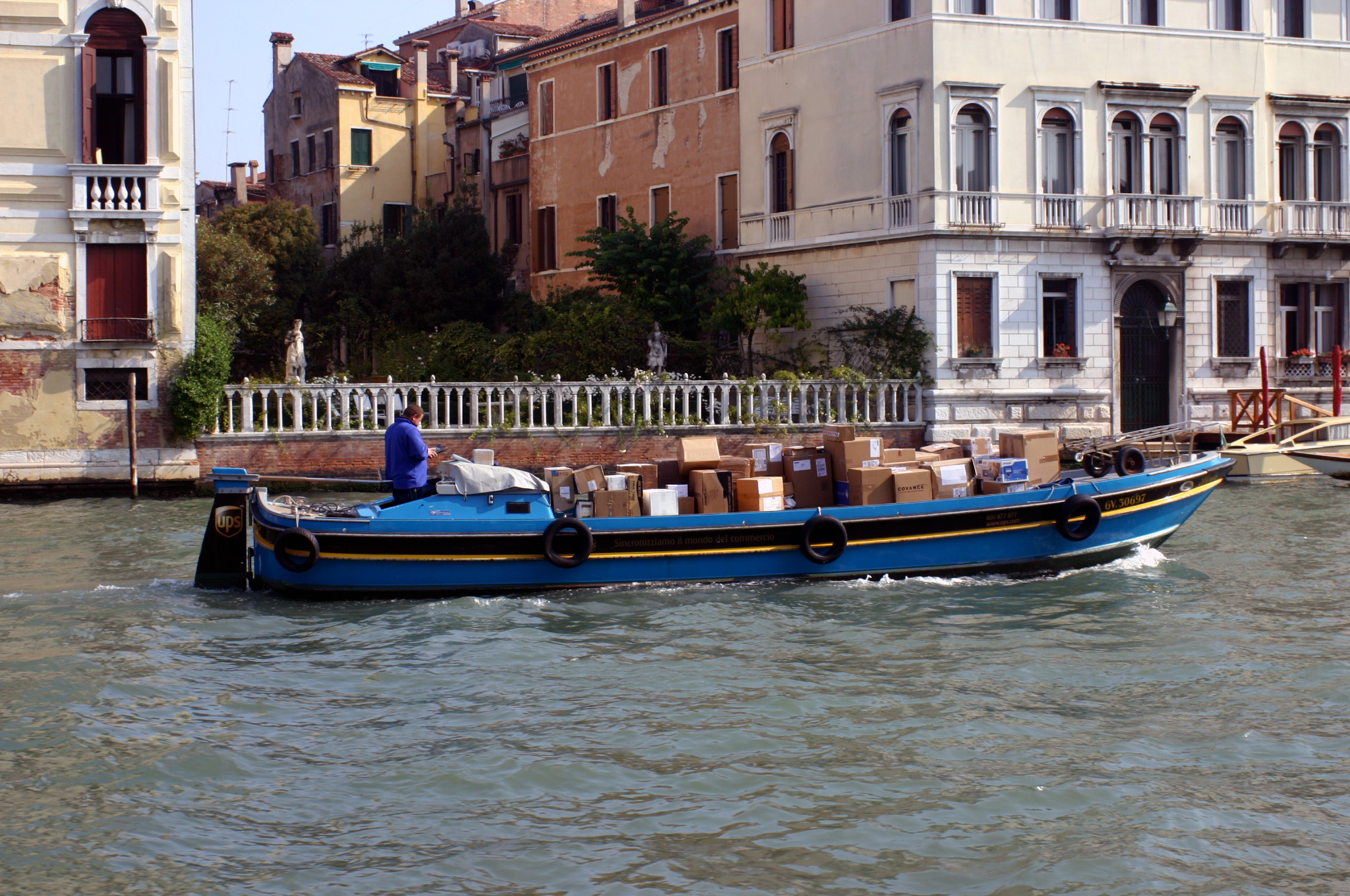
UPS auf dem Canal Grande in Venedig
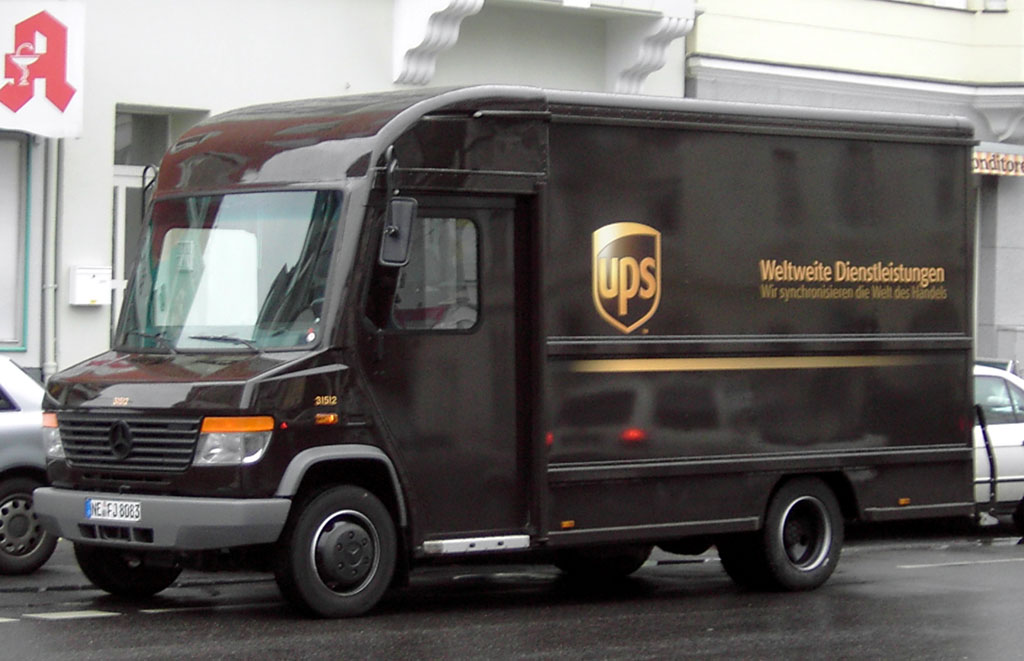
UPS-Lieferwagen P600 auf Mercedes-Benz-Vario-Basis
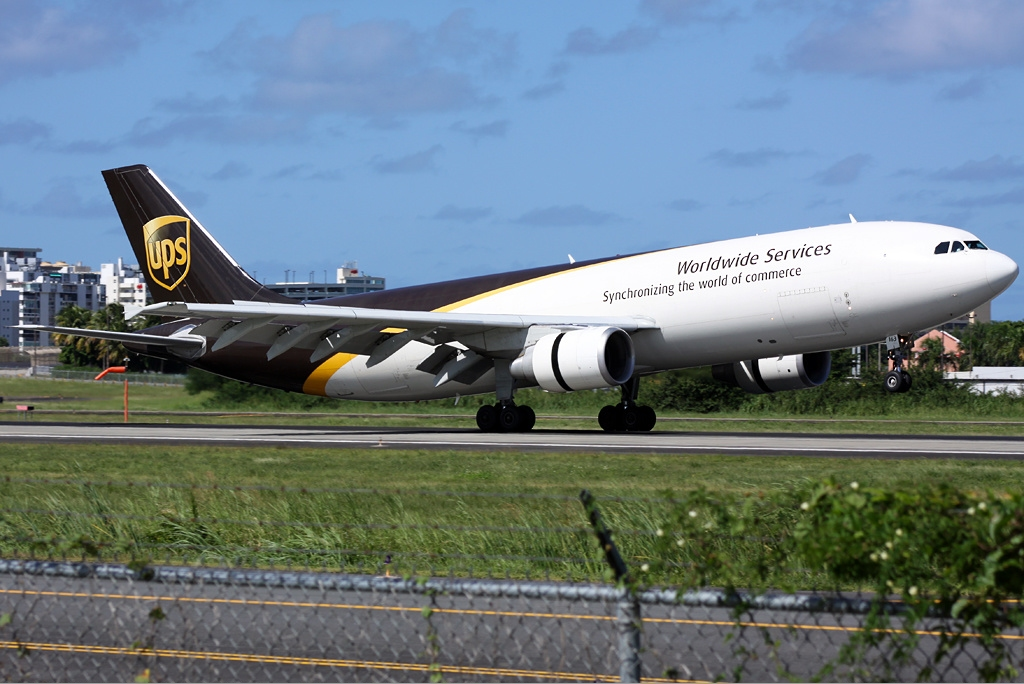
Airbus A300 der UPS Airlines
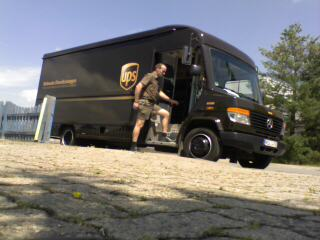
UPS-Zustellwagen P1000 auf Vario-Basis
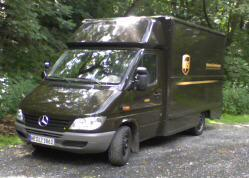
UPS-Zustellwagen P45
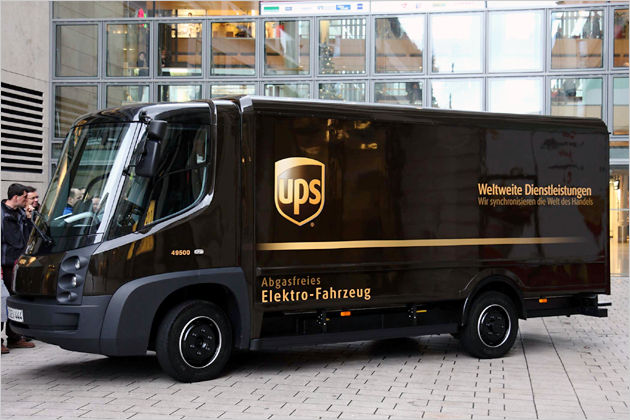
Abgasfreies Elektro-Erprobungsfahrzeug von Modec
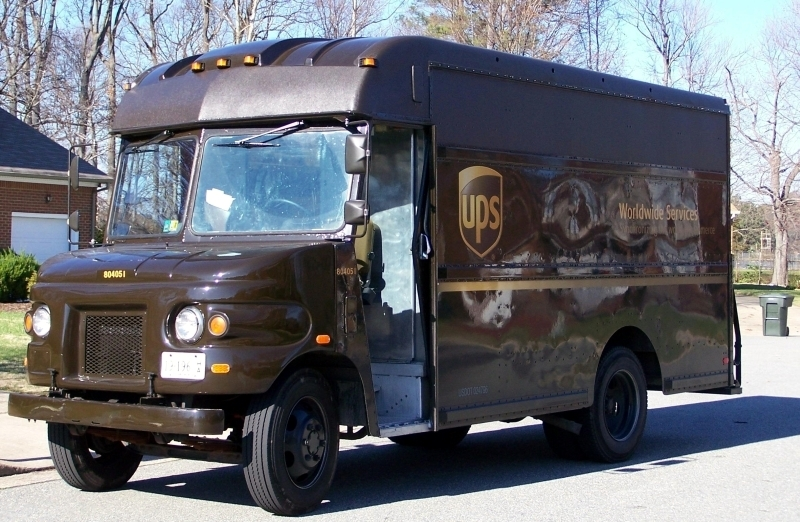
Sonderentwicklung P800 von Grumman Olson

Typisch für den United Parcel Service sind die markanten Lieferwagen in der Firmenfarbe „pullmanbraun“. Die Farbe Braun als typisches Erkennungsmerkmal des Unternehmens kam 1919 aus zwei Gründen zustande. Zum einen war das dunkle Braun der Pullman-Eisenbahnwagen in den USA gleichbedeutend mit Qualität und Luxus, zum anderen sah man ganz einfach auf den braunen Wagen den Staub der Straßen nicht so deutlich. Weniger bekannt ist hingegen, dass der United Parcel Service seine ersten Zustellfahrzeuge in vollkommen unterschiedlichen Farben lackierte, um zu demonstrieren, dass sie mehr als eines besaßen.
Im europäischen Raum sind die Zustellfahrzeuge Sonderanfertigungen auf Basis unterschiedlicher europäischer Nutzfahrzeughersteller. Seit einige Fahrzeughersteller Lieferwagen mit erhöhter Sitzposition und Durchgang zum Laderaum anbieten, kauft UPS teilweise auch Fahrzeuge „von der Stange“. Die Fahrzeugflotte reicht von den silbergrauen Lastzügen (Feeder) über Kleinwagen (Renault Kangoo) bis zum Motorroller (BMW C1) für die Express-Zustellungen und interne Verteilfahrten. In manchen Innenstädten werden auch Fahrräder eingesetzt. In einigen Gegenden der Welt werden auch eigene Boote für die Paketauslieferung eingesetzt, unter anderem in Venedig.
In der internen Bezeichnung der Fahrzeuge von UPS steht P für Parcelvehicle (= Paketfahrzeug) und die darauf folgende zweistellige Zahl für das Volumen (dreistellige Zahlen sind meist ältere Varianten). Es gibt verschiedene Varianten von Fahrzeugen, nachfolgend sind nur Modellbeispiele aufgeführt:
- P10 – Ford Escort mit Kastenaufbau (< 2,8 t zGM)
- P45 – Mercedes-Benz Sprinter mit Kastenaufbau und Regalen (< 3,5 t zGM)
- P600 – Mercedes-Benz Vario mit Kastenaufbau und Regalen (Altes Modell) (< 7,5 t zGM)
- P800 – Mercedes-Benz mit Kastenaufbau und Regalen (< 7,5 t zGM)
- 814er – 7,5 t für Paletten mit Ladebordwand (< 7,5 t zGM)
- P1000 – verlängerte Variante vom P600 (< 7,5 t zGM)

## Technologien
Delivery Information and Acquisition Device (DIAD)
DIAD ist ein elektronisches Zustellverzeichnis zur Erfassung der Zustellung, der Abholung und der Kommunikation mit dem Center. Der Zusteller nutzt es ferner zur Tagesabrechnung und als Stechkarte. Seit 2021 ist Modell VI im Einsatz.
Global Scanning System (GSS)
GSS ist für die schnelle und meist kabellose Paketerfassung in Centern verantwortlich. Hiermit werden die Pakete physikalisch gescannt, hauptsächlich mit kabellosen Ringscannern, aber auch mit kabelgebundenen Scan-Stationen.
Paperless Invoice
UPS bietet seit Anfang 2008 als eines der ersten Unternehmen die papierlose Rechnung im In- und Export an. Seit Sommer 2024 ist diese verpflichtend. Rechnungen in Papierform ziehen Strafgebühren nach sich.

## Zwischenfälle
- Am 3. September 2010 stürzte eine Boeing 747-400 Frachtmaschine der UPS nur wenige Kilometer vom Flughafen in Dubai entfernt ab. Nachdem während des Fluges ein Feuer im Frachtraum, wahrscheinlich ausgelöst durch den Transport von Gefahrgut, ausgebrochen war, versuchten die Piloten, in Dubai notzulanden. Aufgrund starker Rauchentwicklung und dadurch schlechter Sicht gelang dies jedoch nicht (siehe UPS-Airlines-Flug 6). Es wurde geprüft, ob sich im Frachtraum möglicherweise Lithium-Ionen-Akkus befunden haben. Beide Piloten starben bei dem Unfall.[11] Bereits im Februar 2006 geriet ein UPS-Frachtflugzeug in Philadelphia in Brand, möglicherweise ebenfalls wegen Lithium-Ionen-Akkus.[12]
- Im Juli 2011 schränkte das britische „Department for Transport“ die Anzahl der Standorte im Vereinigten Königreich, bei denen UPS Luftfracht durchleuchten und für den Transport freigeben darf, stark ein, da die Sicherheitsanforderungen als nicht erfüllt angesehen wurden und die Sicherheit der Öffentlichkeit als gefährdet betrachtet wurde.[13]

## Kritik
Im Jahr 2004 wurde in einem Test der Stiftung Warentest der Paketdienst mit „befriedigend“ bewertet. Kritisiert wurden dabei die Preisgestaltung sowie verschiedene Verstöße gegen AGB-Recht. Der Test wurde im Jahr 2010 wiederholt mit dem gleichen Ergebnis, allerdings wurde die Handhabung der Pakete gelobt. Im Jahr 2014 wurde bei der zweiten Wiederholung das Ergebnis abermals erzielt.
Im Januar 2021 gab UPS bekannt, dass in Deutschland die Hälfte der 1.000 Arbeitsplätze in Neuss und Monheim gestrichen werden soll. Die Gewerkschaft Verdi kritisierte diese Entscheidung, weil es dafür keinen wirtschaftlichen Grund gebe.